# Adham El Idrissi
Adham El Idrissi (Amsterdam, 17 maart 1997) is een Nederlands-Marokkaans voetballer die bij voorkeur als spits speelt.

## Clubcarrière
In 2005 maakte El Idrissi de overstap van Zeeburgia naar de jeugdopleiding van Ajax. El Idrissi tekende in februari 2015 zijn eerste contract bij Ajax voor drie seizoenen. Met ingang van het seizoen 2016/17 mocht hij aansluiten bij de selectie van Jong Ajax. Op 8 augustus 2016 maakte El Idrissi zijn professionele debuut, in Jong Ajax in de Eerste divisie. Op die dag speelde Jong Ajax een thuiswedstrijd tegen FC Emmen, die in een 1-1 gelijkspel eindigde. El Idrissi verving na 71 minuten spelen Václav Černý. In januari 2017 werd zijn contract met Ajax ontbonden.
In oktober 2017 ging hij voor ASV De Dijk in de Tweede divisie spelen. Hij tekende in 2019 een contract bij PS Kalamata in Griekenland maar werd na afloop van dat contract in 2020 clubloos.

## Carrièrestatistieken
| Seizoen | Club        |                    | Competitie     | Competitie | Competitie | Beker | Beker | Internationaal | Internationaal | Overig | Overig | Totaal | Totaal |
| Seizoen | Club        | Wed.               | Competitie     | Dlp.       | Wed.       | Dlp.  | Wed.  | Dlp.           | Wed.           | Dlp.   | Wed.   | Dlp.   |        |
| ------- | ----------- | ------------------ | -------------- | ---------- | ---------- | ----- | ----- | -------------- | -------------- | ------ | ------ | ------ | ------ |
| 2016/17 | Jong Ajax   | Vlag van Nederland | Eerste divisie | 5          | 1          | 0     | 0     | 0              | 0              | 0      | 0      | 5      | 1      |
| 2017/18 | ASV De Dijk | Vlag van Nederland | Tweede divisie | 17         | 3          | 1     | 0     | 0              | 0              | 0      | 0      | 18     | 3      |
| 2018/19 | SC Telstar  | Vlag van Nederland | Eerste divisie | 11         | 0          | 0     | 0     | 0              | 0              | 0      | 0      | 11     | 0      |
| Totaal  | Totaal      | Totaal             | Totaal         | 33         | 4          | 1     | 0     | 0              | 0              | 0      | 0      | 34     | 4      |

Bijgewerkt tot en met 16 januari 2017